# Нейманский
Нейма́нский — посёлок (ранее — кордон) Добровского сельсовета Добровского района Липецкой области.

## География
Посёлок расположен примерно в 8 километрах (расстояние по дороге) на северо-восток от райцентра, в центральной части Добровского леса, к северу от трассы Доброе—Мичуринск. Преобладающие породы дерева в окрестностях населённого пункта — сосна и осина. В сосновом бору в районе посёлка в 2018 году проводился забег Добровского района в рамках Кросса нации.
К северо-востоку от Нейманского на расстоянии менее 1 км по прямой, также в лесу, находится посёлок Заводской, за ним — посёлок Малоозёрский (около 4 км). Восточнее отмечены урочища Кордон Средний и Кордон Борисовский. Юго-восточнее, к югу от шоссе на Мичуринск — урочище Кордон Липовский и сёла Борисовка и Липовка (6 км по прямой). К юго-западу, у дороги, располагается посёлок Зарницы (2 км), далее в том же направлении, за рекой Воронеж, находится село Доброе, центр сельсовета и административный центр района. Северо-западнее имеется кордон Боровской.

## История
Нейманский возник как лесной посёлок на землях лесного фонда. До конца 2009 — начала 2010 года Нейманский входил в территорию государственного природного заказника «Добровский», оставаясь при этом населённым пунктом Добровского сельсовета.

## Население
| 2010 |
| ---- |
| 88   |

Численность населения в конце XX — начале XXI века
| Дата          | Численность, чел. | Число дворов (домохозяйств) |
| 1990          | ≈90               | н/д                         |
| 1 января 2002 | 86                | 38                          |
| Октябрь 2002  | 95                | н/д                         |
| 1 января 2008 | 89                | 36                          |
| 1 января 2010 | 92                | 38                          |
| Октябрь 2010  | 88                | н/д                         |

Половой и национальный состав
Согласно переписи 2002 года, в Нейманском проживали 41 мужчина и 54 женщины, 99 % населения составляли русские.

## Инфраструктура
На 2019 год в Нейманском улиц и переулков не числится. В посёлке зарегистрировано 2 микропредприятия. Торговля осуществляется передвижной автолавкой. В посёлке расположено административное здание конторы Добровского лесхоза.